# Karl Gronen
Karl Wilhelm Gronen (* 6. August 1851 in Aachen; † 8. September 1919 in Berlin) war ein preußischer General der Infanterie.

## Leben

### Herkunft
Gronen war der Sohn eines Justizrates und dessen Ehefrau Franziska, geborene de Greque.

### Militärkarriere
Nach seiner Erziehung im elterlichen Hause und dem Besuch einer Höheren Bürgerschule absolvierte Gronen das Kadettenkorps. Am 7. April 1870 wurde er als Sekondeleutnant dem
1. Hessischen Infanterie-Regiment Nr. 81 der Preußischen Arme in Mainz überwiesen. Während des folgenden Krieges gegen Frankreich nahm er an der Schlacht von Noisseville, den Belagerungen von Metz, Diedenhofen und Mezières sowie einer Reihe von Gefechten teil.
Ausgezeichnet mit dem Eisernen Kreuz II. Klasse war Gronen nach dem Friedensschluss von Oktober 1873 bis August 1874 zur Militär-Turnanstalt kommandiert. Von Ende Juli 1876 bis Anfang November 1880 diente er als Adjutant des I. Bataillons und stieg im Juli 1878 zum Premierleutnant auf. Am 22. März 1881 erfolgte mit Wirkung zum 1. April 1881 seine Versetzung in das neuformierte Infanterie-Regiment Nr. 97 nach Hanau, wo er bis zum 5. Dezember 1883 als Regimentsadjutant fungierte. Anschließend wurde Gronen unter Stellung à la suite als Adjutant der 59. Infanterie-Brigade kommandiert und unter Belassung in dieser Stellung am 20. Mai 1884 mit einem Patent vom 20. Juli 1876 in das 2. Hessische Infanterie-Regiment Nr. 82 versetzt. Nachdem er am 10. Juni 1884 seine Beförderung zum überzähligen Hauptmann erhalten hatte, trat er am 12. Juli 1884 mit der Ernennung zum Kompaniechef in den Truppendienst zurück. Gronen wurde Ende Dezember 1888 dem Regiment aggregiert und vom 15. Januar 1889 bis zum 20. September 1890 zur Dienstleistung beim Nebenetat des Großen Generalstabes kommandiert. Während dieses Kommandos diente er ab dem 27. Januar 1890 als Kompaniechef im Infanterie-Regiment „Prinz Friedrich Karl von Preußen“ (8. Brandenburgisches) Nr. 64, bevor er am 20. September 1890 in den Nebenetat des Großen Generalstabes versetzt wurde. Für drei Monate war er ab Mitte April 1891 zur Orientierung im Eisenbahnbetriebsdienst bei der Eisenbahndirektion in Frankfurt am Main kommandiert. Anschließend wurde er zum Eisenbahnlinienkommissar in Köln ernannt und avancierte Mitte Oktober 1891 zum Major. Mit der Verlegung des Sitzes der Linienkommission kam er am 1. April 1895 nach Münster. Am 19. März 1896 wurde Gronen als Kommandeur des IV. Bataillons im 8. Rheinischen Infanterie-Regiment Nr. 70 nach Saarbrücken versetzt. Mit der Bildung des Infanterie-Regiments Nr. 161 folgte am 22. März mit Wirkung zum 1. April 1897 seine Versetzung als Kommandeur des II. Bataillons nach Köln. Unter Beförderung zum Oberstleutnant wurde Gronen am 27. Januar 1899 nach Gera zum Stab des 7. Thüringischen Infanterie-Regiments Nr. 96 versetzt. Im Sommer 1899 nahm er an der Generalstabsreise des XI. Armee-Korps und im Mai 1901 an einem Informationskursus an der Infanterie-Schießschule teil.
Mit der Beförderung zum Oberst wurde Gronen am 18. Mai 1901 nach Württemberg kommandiert und zum Kommandeur des Infanterie-Regiments Nr. 127 ernannt. Für seinen Dienst zeichnete ihn König Wilhelm II. mit dem Komturkreuz II. Klasse des Friedrichs-Ordens aus. Unter Enthebung von seinem Kommando nach Württemberg beauftragte man ihn am 14. März 1905 zunächst mit der Führung der 73. Infanterie-Brigade in Lyck, bevor am 22. März 1905 als Generalmajor seine Ernennung zum Kommandeur erfolgte. Am 25. April 1908 wurde Gronen Generalleutnant und Kommandeur der 14. Division in Düsseldorf. In dieser Eigenschaft erhielt er anlässlich des Ordensfestes im Januar 1911 den Stern zum Roten Adlerorden II. Klasse mit Eichenlaub und war im März zum Informationskursus an die Fußartillerie-Schießschule kommandiert. In Genehmigung seines Abschiedgesuches wurde er am 6. Oktober 1911 mit der gesetzlichen Pension zur Disposition gestellt. Nach seiner Verabschiedung lebte er in Zehlendorf bei Berlin und erhielt den Kronen-Orden I. Klasse sowie am 16. Juni 1913 den Charakter als General der Infanterie

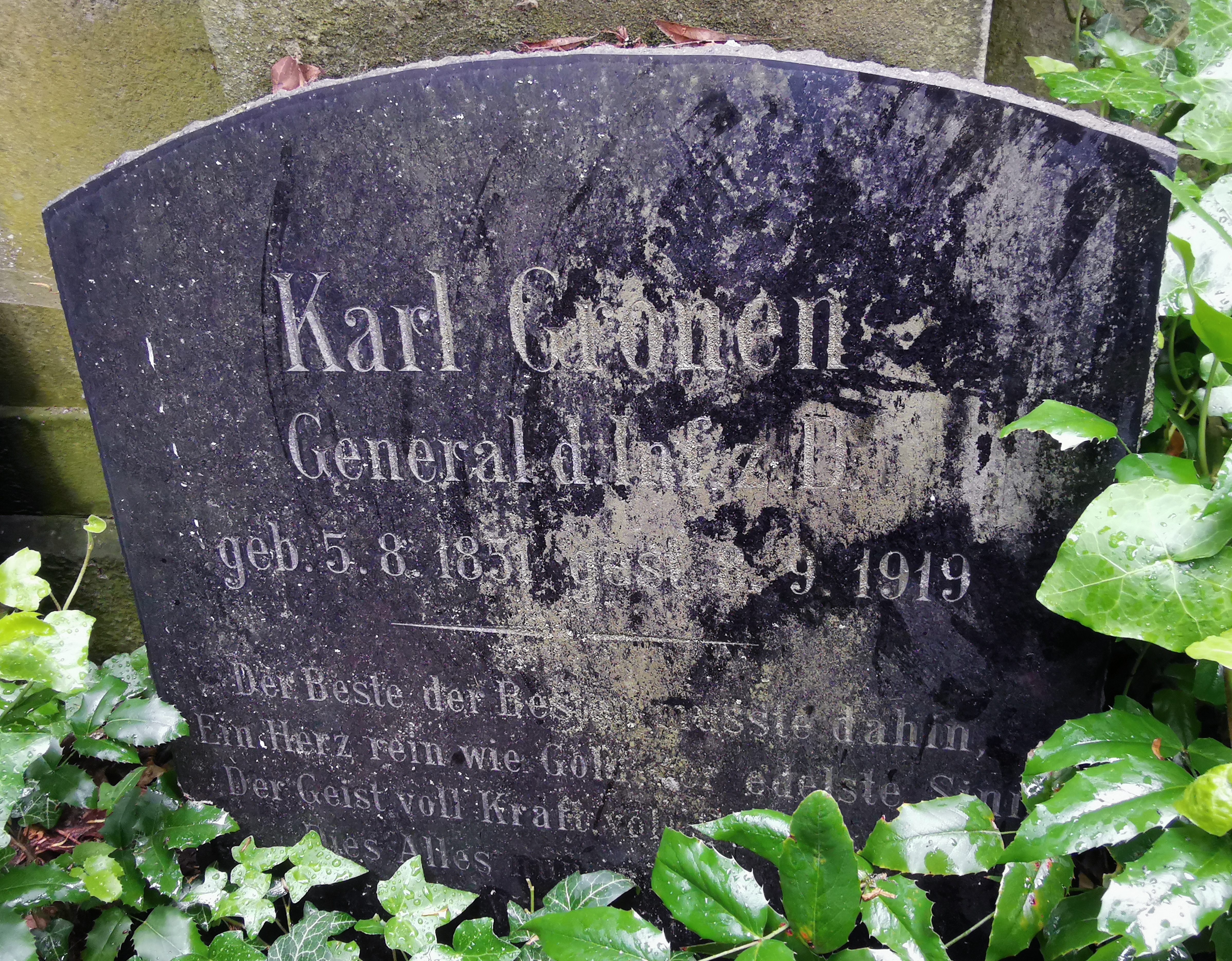
Grabstelle Karl Gronen

Während des Ersten Weltkriegs wurde er als z.D.-Offizier wiederverwendet und war ab dem 2. August 1914 Kommandeur der 18. Reserve-Division. Zunächst im Nordsee-Küstenschutz eingesetzt, verlegte der Großverband Ende des Monats in das neutrale und zwischenzeitlich besetzte Belgien. Hier beteiligte er sich an den Kämpfen um Löwen und vor Antwerpen. Mitte September 1914 marschierte die Division in Frankreich ein, kämpfte an der Aisne und in der Schlacht bei Noyon. Während der Kämpfe bei Roye gab Gronen das Kommando ab.
Karl Gronens Grab befindet sich auf dem Kaiser-Wilhelm-Gedächtnis-Friedhof in Berlin-Westend (Feld WM).